# Stockholms samgymnasium
Stockholms samgymnasium var en privat förberedande skola, realskola och gymnasium i Stockholm.
Skolan grundades av Otto Hahr och John Mauritz Lindquist, som båda varit lärare på Högre realläroverket på Norrmalm, och öppnades 1902 med Hahr, som var adjunkt, som rektor. Lindquist innehade 1900–1906 olika tjänster vid Norra realläroverket. Åren 1901–1903 var han även lärare vid Stockholms borgarskola och 1901–1904 vid KFUM:s språkinstitut. Efter att Lindquist var med om att grunda Stockholms samgymnasium 1902 var han skolans föreståndare 1902–1911 och ett läsår, 1925–1926, ryckte han också in som dess rektor. Lindquist, som senare också blev förläggare, arbetade som adjunkt i modersmålet, historia och geografi vid Norra realläroverket 1906–1923.
Skolan var en samskola, det vill säga skolan var öppen för både pojkar och flickor. Samgymnasiets första lokaler låg vid Tulegatan 33; efter några år flyttade man till Tulegatan 27 och höstterminen 1910 togs huset Luntmakargatan 101 i bruk. 
Då skolan startade omfattade den en treårig gymnasiekurs på latinlinjen. En "nederskola" i vilken den lägsta klassen utgjordes av 9-10-åringar, påbörjades läsåret därpå. Skolan ombildades 1907 till fyraårigt gymnasium. Efterhand tillkom realskolans olika klasser, och från 1913 var läroverket fullständigt och bestod av en treklassig förberedande skola, en sexklassig realskola och ett fyrklassigt gymnasium med real- och latinlinje. Läroanstalten hade rätt att ordna studentexamen 1908 och realskoleexamen 1914. 1912 omvandlades skolan till aktiebolag. Vid höstterminens början 1917 utgjorde elevantalet 340. Efter ytterligare några omorganisationer bestod skolan från och med 1929 av fyraårig realskola och treårigt gymnasium.
Höstterminen 1930 påbörjades vid skolan två för Sverige helt nya pedagogiska försök: dels ämnesläsning i stället för klassundervisning, dels öppnandet av ett läroverk för vuxna med förvärvsarbete, Stockholms samgymnasiums aftonundervisning (au). Från 1955 fram till 1970 var lektor Yngve Nilsson rektor för Stockholms samgymnasium.
År 1970 kommunaliserades skolan och sammanslogs med Wallin-Åhlinska gymnasiet och bildade Wallin-Åhlinska samgymnasiet, varvid privatläroverket upphörde och undervisningen flyttade till Tegnérlunden 5. Realexamen vid Stockholms samgymnasium avlades sista gången 1963 och studentexamen 1968. I Stockholms samgymnasiums arkiv finns endast ett fåtal handlingar bevarade före 1920, däribland årsredogörelser 1902–1966 och betygskataloger 1908–1970.

## Adresser
- 1902–1908 Tulegatan 33;
- 1908–1910 Tulegatan 27;
- 1910–1970 Luntmakargatan 101; Byggnaden uppfördes ursprungligen 1889 efter arkitekt Gustaf Sällströms (1859–1937) ritningar, lokalerna innehas av släktingar till John Lindquist och hyrs idag (sept 2017) av Europaskolan, Vasastan eller det nya namnet Vasa International School of Stockholm, som det heter sedan 2016.[5]